# Liste des organistes de la basilique Saint-Denis
Liste des organistes de la cathédrale de Saint-Denis.

## Ancien orgue
- c. 1517 : Jehan du Mailly dit Rousselet
- c. 1552 : Marc Barbot
- c. 1563 : Jehan Boullery
- ? – 1580 : Hugues Bellard
- 1581 – 1599 : Françoys Orpharin
- 1599 – 1604 : Jehan Doubdan
- 1605 – ? : Leblond
- ?-? : Olivier de la Porte
- 1632 – 1650 : Jean-Jacques Petitjean
- 1650 – 1652 : Jean Soisson
- 1652 – 1661 : Jacques Lebouc
- 1661 – 1693 : Bernard Lebreton
- 1693 – 1695 : Nicolas de Grigny
- 1695 – 1698 : Pierre Foucquet – de Veaux
- 1698 – 1710 : ?
- 1710 – 1733 : Philippe de la Fontaine Isoré – 1729 – 1733 Robert-Florimont Racine
- 1733 – 1745 : Robert-Florimont Racine – 1733 – 1745 Henri Poullain
- 1745 – 1750 : Joseph-Claude Foucault
- 1750 – 1775 : Laurent-André Gautier – 1763 – 1775 Ferdinand-Albert Gautier
- 1775 – 1794 : Ferdinand-Albert Gautier[1]
- 1794 : Fin des offices – orgue démonté en 1800.

## Depuis 1840

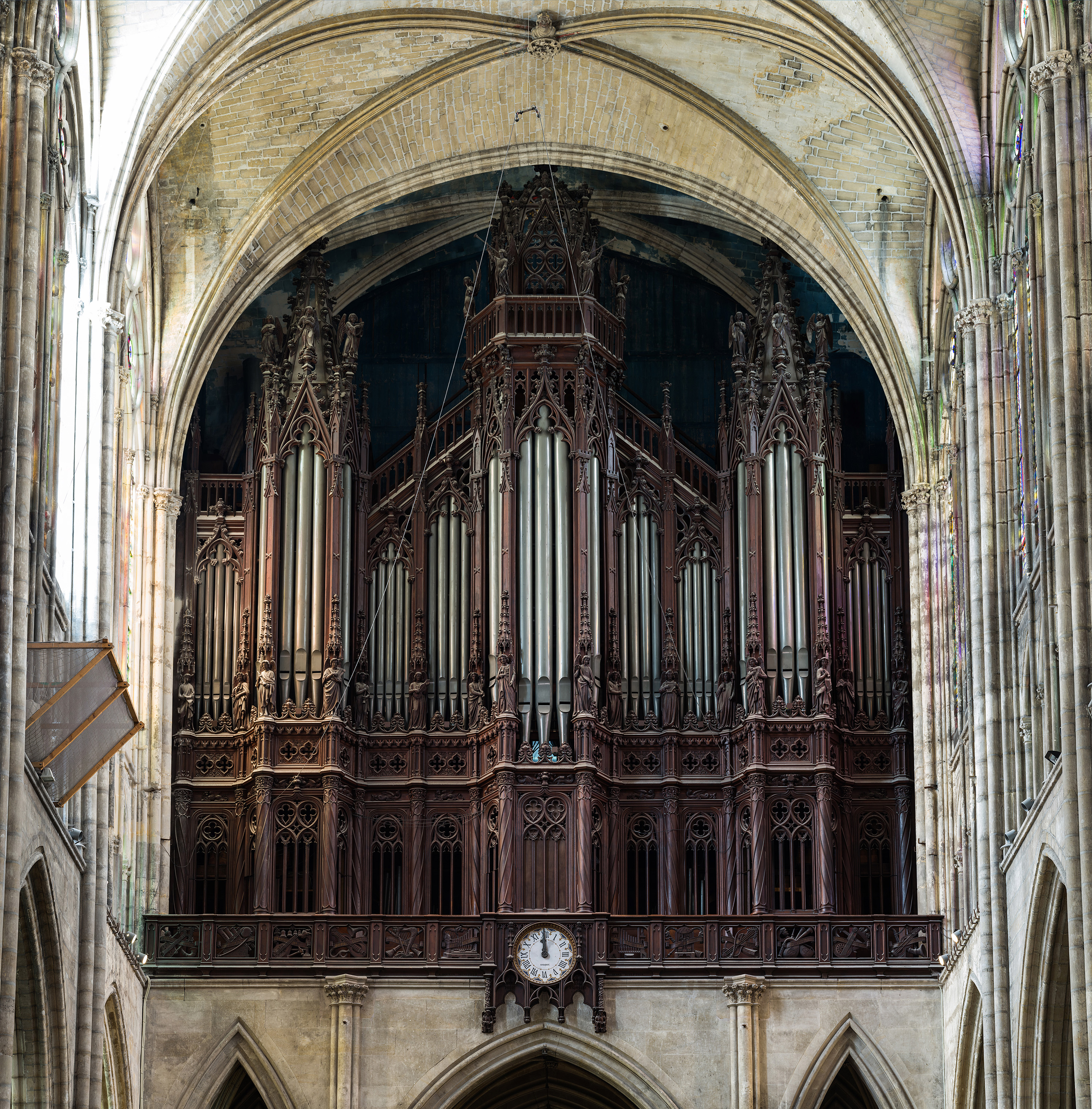
Façade de l'orgue Cavaillé-Coll.

Aristide Cavaillé-Coll commence les travaux de construction en janvier 1834 – Réception le 21 septembre 1841.
- 1840 – 1866 : Charles-Prosper Simon
- 1866 – 1870 : Delahaye
- 1870 – 1896 : poste vacant

1901 - 1902 : restauration par Charles Mutin
- 1896 – 1937 : Henri Libert – 1920 – 1937 Henri Heurtel
- 1937 – 1977 : Henri Heurtel
- 1977 – 1987 : poste vacant

Restauration entre 1983 et 1987 par Jean-Loup Boisseau, Bertrand Cattiaux et l'établissement Gonzales.
- novembre 1987 - janvier 2018 : Pierre Pincemaille
- janvier 2018 à juin 2018 : concours ouvert afin de pourvoir le poste d'organiste titulaire[2].
- Depuis juin 2018 : Quentin Guerillot[3],[4].

## Sources
- (fr) sous la direction de Mgr Pascal Delannoy,  Saint Denis, dans l'éternité des rois et des reines, La grâce d'une cathédrale, La nuée bleue / éditions du quotidien, 2015  (ISBN 978-2-8099-1284-5), p. 478.
- Les grandes orgues Cavaille-Coll de la cathédrale de Saint-Denis [PDF] sur saintdenis.paroisse.net